# Cmentarz żydowski w Sławatyczach

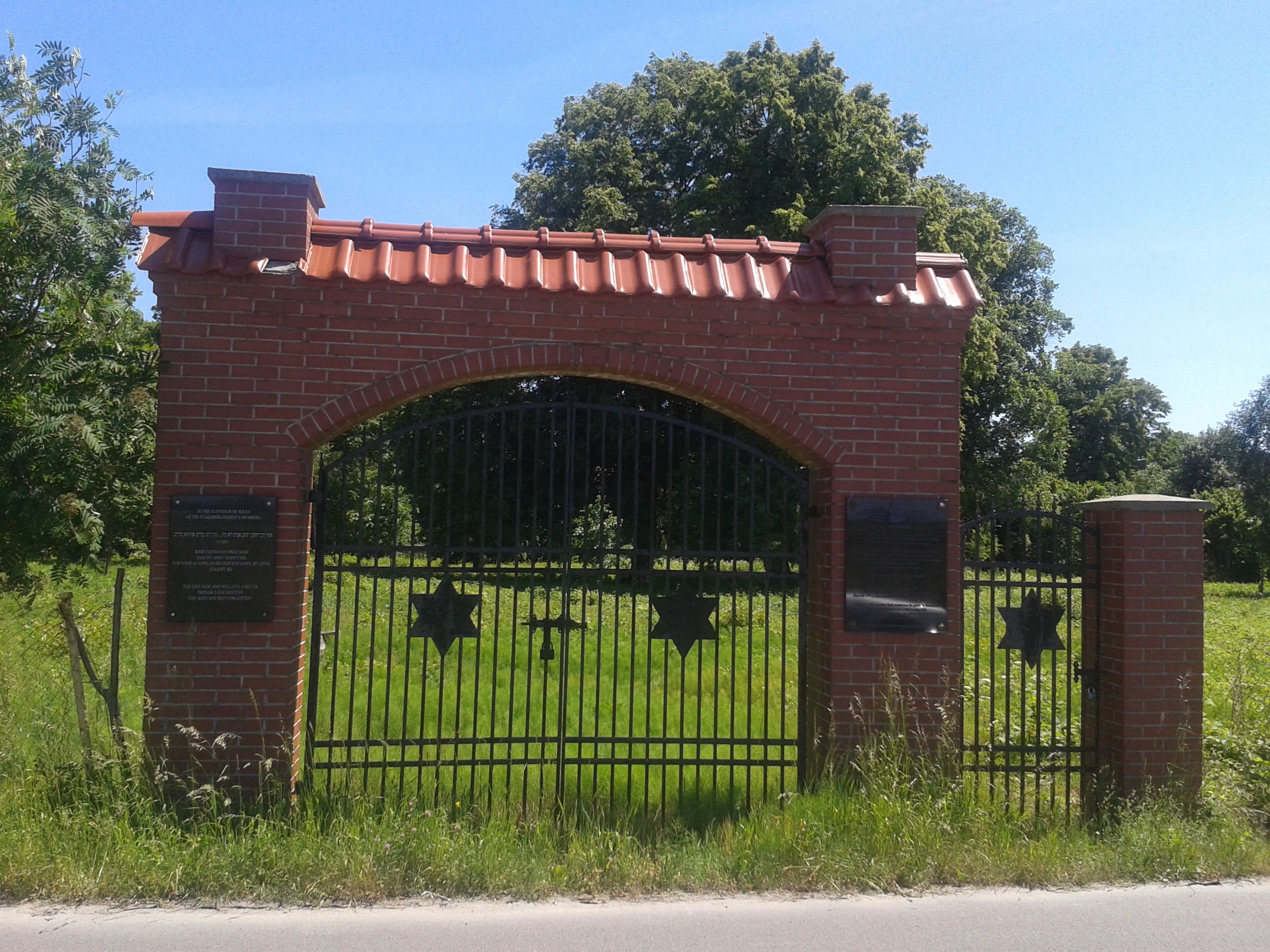
Brama prowadząca na cmentarz z tablicami pamiątkowymi

Cmentarz żydowski w Sławatyczach – kirkut niegdyś służący żydowskiej społeczności Sławatycz. Cmentarz znajduje się przy ul. Polnej i ma powierzchnię 1 ha. Jest ogrodzony i zachowało się na nim kilka nagrobków.